# Catálogo General
El Catálogo General (cuyo título completo es Catálogo General de Nebulosas y Cúmulos de Estrrellas) fue publicado en 1864 por John Herschel. Combinado con otras observaciones, J. L. E. Dreyer produjo el Nuevo Catálogo General en 1880. El CG contenía 5000 entradas, la mitad de las observaciones de William Herschel y de su hermana Caroline Herschel, y la otra mitad del hijo de William, John. Más tarde, se publicó una edición póstuma complementaria del catálogo, con el título Catálogo General de 10.300 Estrellas Dobles y Múltiples.

## Otros catálogos astronómicos
- Catálogo Índice
- Nuevo Catálogo General
- Nuevo Catálogo General Revisado
- Catálogo Messier
- Catálogo de Galaxias Principales
- Catálogo General Upsala

- Datos: Q21976013